# إم آي يوه آي
ميوي (النطق: بالإنجليزية Me You I )، هو نظام تشغيل يعمل بنظام أندرويد للهواتف الذكية وأجهزة الكمبيوتر اللوحية التي طورتها الشركة المصنعة للإلكترونيات الصينية شاومي. هذا النظام عبارة عن تعديل لنظام التشغيل أندرويد. يتضمن نظام ميوي ميزات مختلفة مثل دعم السمة وغيرها من المميزات غير المتواجدة في نظام الأندرويد الخام.
أصدرت شركة شاومي بعض الهواتف الذكية بنظام أندرويد في حين أن البعض الآخر يعمل بنظام ميوي MIUI، استنادًا إلى الإصدار الحالي من الأندرويد. عادةً ما تحصل أجهزة شاومي على تحديث واحد لإصدار الأندرويد، ولكنها تحصل على تحديثات لواجهة ميوي لمدة أربع سنوات.
كان أول نظام ميوي معدل يستند إلى أندرويد 2.2.x فوريو وتم تطويره في البداية باللغة الصينية بواسطة شركة شاومي تيك الصينية الناشئة. أضافت شاومي عددًا من التطبيقات إلى نظام الأندرويد الأساسي، بما في ذلك تطبيقات مثل الملاحظات والنسخ الإحتياطي والموسيقي والمعرض .

## خدمات ميوي وغوغل بلاي
كان لدى جوجل عدة خلافات مع الحكومة الصينية، وتم حظر الوصول إلى العديد من خدمات جوجل. بحيث لا تقدر رومات ميوي المعدلة إلي الوصول إلي خدمات Google Play في الصين. ومع ذلك قامت شاومي بتوسيع عملياتها خارج الصين. حيث تم إصدار عدة رومات ميوي لأجهزة الاندرويد التي توجد في أي دولة خارج الصين لديها خدمات جوجل بلاي وتطبيقات جوجل مثل جي ميل وخرائط و متجر بلاي ستور التي تأتي مثبتى ة بشكل مسبقًا ويعمل كما هو الحال على أي جهاز أندرويد آخر. إصدارات رومات ميوي العالمية معتمدة من جوجل متوفرة علي الموقع التالي 

## مقارنة بين جميع متغيرات MIUI
|                                  | الصين                                                                                                   | الصين                                                                        | عالمي                                                                        | عالمي                                                                        | Xiaomi.eu | Xiaomi.eu |              |
| -------------------------------- | --- | ---------------------------------------------------------------------------- | ---------------------------------------------------------------------------- | ---------------------------------------------------------------------------- | --- | --- | ------------ |
| اللغات المتاحة                   | قليل، بما في ذلك الصينية والإنجليزية                                                                    | قليل، بما في ذلك الصينية والإنجليزية                                         | تشكيلة واسعة                                                                 | تشكيلة واسعة                                                                 | تشكيلة واسعة | تشكيلة واسعة |              |
| اختيار الموضوعات القابلة للتنزيل | الكل | الكل                                                                         | جزء                                                                          | جزء                                                                          | جزء | جزء |              |
| اسحب البحث لأعلى                 | نعم مع Bing الدولي واختيار محركات البحث الصينية                                                         | نعم مع Bing الدولي واختيار محركات البحث الصينية                              | جوجل                                                                         | جوجل                                                                         | نعم | نعم |              |
| مساعد ذكي                        | قبو التطبيق                                                                                             | قبو التطبيق                                                                  | قبو التطبيق                                                                  | قبو التطبيق                                                                  | قبو التطبيق | قبو التطبيق |              |
| المصدر الافتراضي للتطبيقات       | GetApps                                                                                                 | GetApps                                                                      | تطبيقات جوجل بالإضافة إلى ذلك في الهند: Mi Picks (تمت إعادة تسميته إلى Apps) | تطبيقات جوجل بالإضافة إلى ذلك في الهند: Mi Picks (تمت إعادة تسميته إلى Apps) | تطبيقات جوجل | تطبيقات جوجل | تطبيقات جوجل |
| خدمات Mi Cloud                   | الكل | الكل                                                                         | Some                                                                         | Some                                                                         | الكل | الكل |              |
| التحديثات                        | مطور | مستقر                                                                        | بيتا                                                                         | مستقر                                                                        | ديف / بيتا | مستقر |              |
| التحديثات                        | الأولوية القصوى. يتم تحديثها كل يوم خميس                                                                | يتم تحديثه عادة كل شهرين                                                     | لم يعد متاح                                                                  | عادة ما يتم تحديثه كل شهرين                                                  | يتم تحديثها كل يوم جمعة | عادة ما يتم تحديثه كل شهرين |              |
| OTA                              | نعم | نعم                                                                          | نعم                                                                          | نعم                                                                          | نعم; لا يتم دعم التصحيحات ، لذلك يتم تنزيل ROM جديد كامل في كل مرة | نعم; لا يتم دعم التصحيحات ، لذلك يتم تنزيل ROM جديد كامل في كل مرة |              |
| الرسمية                          | نعم (made by Xiaomi)                                                                                    | نعم (made by Xiaomi)                                                         | نعم (made by Xiaomi)                                                         | نعم (made by Xiaomi)                                                         | معتمد من التوزيع الرسمي في الاتحاد الأوروبي . الاستخدام على الأجهزة من توزيع الاتحاد الأوروبي لا يبطل الضمان. تجمع من قبل المشجعين تجمعوا على Xiaomi. موقع الاتحاد الأوروبي. | معتمد من التوزيع الرسمي في الاتحاد الأوروبي . الاستخدام على الأجهزة من توزيع الاتحاد الأوروبي لا يبطل الضمان. تجمع من قبل المشجعين تجمعوا على Xiaomi. موقع الاتحاد الأوروبي. |              |
| متطلبات الاسترداد المخصصة        | لا | لا                                                                           | لا                                                                           | لا                                                                           | نعم | نعم |              |
| ميزات إضافية                     | - وصول اختياري إلى مختلف الخدمات الصينية عبر الإنترنت - دعم جذر مدمج (مطلوب برنامج bootloader غير مؤمن) | وصول اختياري إلى مختلف الخدمات الصينية عبر الإنترنت                          | —                                                                            | —                                                                            | - رموز إضافية لبعض تطبيقات الطرف الثالث - تم إلغاء تأمين بعض ميزات الأجهزة على الأجهزة المحددة                                                                               | - رموز إضافية لبعض تطبيقات الطرف الثالث - تم إلغاء تأمين بعض ميزات الأجهزة على الأجهزة المحددة                                                                               |              |
| أجهزة Xiaomi المدعومة            | الكل باستثناء Redmi Note 3SE و Mi 4i (مسقطة) قد لا يتم تحديث الأجهزة القديمة                            | الكل باستثناء Redmi Note 3SE و Mi 4i (مسقطة) قد لا يتم تحديث الأجهزة القديمة | أغلبية باستثناء الأجهزة التي لم يتم إطلاقها خارج جمهورية الصين الشعبية       | أغلبية باستثناء الأجهزة التي لم يتم إطلاقها خارج جمهورية الصين الشعبية       | أغلبية باستثناء الأجهزة التي لم يتم إطلاقها خارج جمهورية الصين الشعبية | أغلبية باستثناء الأجهزة التي لم يتم إطلاقها خارج جمهورية الصين الشعبية |              |

## MIUI مقابل Android
على الرغم من أن MIUI مبني على نظام Android الأساسي، فإن واجهة المستخدم الافتراضية لتكراراته السابقة تشبه iOS بسبب عدم وجود علبة التطبيق،  مع شبكة من الرموز التي تم ترتيبها في اللوحات الرئيسية. تتضمن أوجه التشابه الأخرى في iOS رموز التطبيق التي تكون في شكل موحد، وواجهة الطالب والطلب، وتنظيم تطبيق الإعدادات، والمظهر المرئي للتبديل في واجهة المستخدم. دفع هذا بعض المراقبين إلى الاستشهاد بكيفية جذب الأجهزة التي تعمل على MIUI لمستخدمي iOS الراغبين في التحول إلى نظام Android الأساسي. بحلول عام 2018 ، كانت MIUI تتحول بشكل متزايد نحو جمالية تصميم أكثر تشابهًا مع سهم Android. على سبيل المثال، تشبه العديد من العناصر في بنية MIUI 10 ميزات Android Pie مثل قائمة المهام المتعددة وعناصر التحكم في الإيماءات. ظهر هذا التغيير لأول مرة في MIUI 9 (الإصدار 8.5.11) الذي تم شحنه مع Xiaomi Mi Mix 2S . بدت البرامج الثابتة MIUI بالفعل مثل الأسهم Android P.
وثمة فرق آخر من الروبوت هو دعم MIUI لل موضوعات والعرف الخطوط . يمكن للمستخدمين تنزيل حزم السمات والخطوط، والتي يمكنها تغيير واجهة المستخدم الخاصة بالجهاز بمجرد تثبيته من متجر Mi Themes Store. يسمح للمستخدمين المتقدمين بتعديل البرامج الثابتة المشفرة بأجهزة هم المحمولة.

## مسائل
نواة MIUI كانت ملكية، وفي خرق ل GPL لينكس نواة . تم إصدار شفرة المصدر لمكونات معينة إلى GitHub في 25 أكتوبر 2013. تم إصدار مصادر Kernel لعدد قليل من الأجهزة، بما في ذلك Mi3 و Mi4 و MiNote و Redmi 1S ، في مارس 2015.
من أجل جمع الأموال للشركة، لدى MIUI خدماتها الخاصة عبر الإنترنت من Xiaomi ، بما في ذلك الخدمات السحابية والموضوعات والألعاب المدفوعة. تتم عمليات الدفع باستخدام العملة الرقمية MiCredit.

## روابط خارجية
- الموقع الرسمي الصيني
- الموقع الرسمي باللغة الإنجليزية